# Istituto per la Finanza e l'Economia Locale
L'Istituto per la Finanza e l'Economia Locale (IFEL) è una fondazione costituita dall'Associazione Nazionale Comuni Italiani, a seguito del Decreto 22 novembre 2005 del Ministero dell’Economia e delle Finanze.
La Fondazione persegue lo scopo di organizzare, ai sensi dell'art. 10, comma 5 del D.Lgs. n. 504/1992, “i servizi finalizzati a fornire adeguati strumenti conoscitivi per una efficace azione accertativa dei comuni, nonché per agevolare i processi telematici di integrazione nella pubblica amministrazione ed assicurare il miglioramento dell'attività di informazione ai contribuenti”. 

## Natura giuridica
IFEL è una fondazione di diritto privato costituita allo scopo di garantire assistenza tecnica, formativa e informativa al sistema dei comuni secondo quando previsto dal Decreto istitutivo e dalle disposizioni normative che nel tempo hanno affidato nuove e ulteriori funzioni alla Fondazione. 
IFEL nell’esercizio della propria attività istituzionale agisce come amministrazione aggiudicatrice ai fini dell’applicazione del Codice dei contratti pubblici (art. 3, comma 1, lett. a) del D.Lgs. n. 50/2016) e possiede i requisiti per essere considerata organismo di diritto pubblico ai sensi della normativa comunitaria applicabile.
In ottemperanza ai criteri statistico-contabili SEC 2010 l'ISTAT classifica IFEL "Ente a struttura associativa" nell'elenco delle Amministrazioni pubbliche del consolidato della Pubblica amministrazione (l.n. 196/2009). 

## Le principali linee d'azione e gli obiettivi di IFEL
La Fondazione svolge le attività istituzionali relative a tutti i temi di finanza locale e partecipa al processo di rappresentanza delle istanze dei Comuni in materia economica, contabile e tributaria configurandosi come snodo di raccordo istituzionale e di supporto alla concertazione tra i comuni – direttamente o attraverso l’ANCI - e il Governo centrale.
Tra le principali attività si segnala la gestione delle informazioni ai contribuenti in materia di tributi locali e la realizzazione di studi e ricerche nel campo della finanza locale nonché la facilitazione, anche attraverso note di lettura, faq, eventi dedicati di formazione, della comprensione delle novità che intervengono in ambito normativo e fiscale di interesse per i comuni.
IFEL, inoltre, raccoglie i dati relativi alle aliquote IMU e ai regimi agevolativi deliberati dai singoli comuni, fornisce gli strumenti conoscitivi per un’efficace azione accertativa dei comuni al fine di assicurare il miglioramento dell’attività di informazione ai contribuenti e organizza attività di formazione gratuita del personale dei Comuni addetto alla gestione dei tributi locali. 
La Fondazione contribuisce anche alla fornitura e gestione dell’anagrafe dei contribuenti dell’Imposta Comunale sugli Immobili, supporta i comuni nelle attività amministrative di natura finanziaria e analizza i bilanci comunali e la spesa locale al fine di individuare i fabbisogni standard degli stessi. Porta di accesso a tutte le iniziative sopradescritte è il sito web istituzionale: www.fondazioneifel.it.